# كامارا دي لوبوس
كَمَارة لُوبُس أو قَمارة لُوبُس أو (نقحرة: كامارا دي لوبوس) (Câmara de Lobos) هي بلدية وابرشية ومدينة في ساحل جنوب وسط جزيرة ماديرا في البرتغال.

## أعلام
- روبن ميكائيل
- إدغار كوستا
- إيدغار أبرو